# پانی‌پت (فیلم)
پانی‌پت (به انگلیسی: Panipat) با نام کامل پانی‌پت، آن خیانت بزرگ یک فیلم بالیوودی هندی تاریخی و درام است به کارگردانی آشوتوش گواریکر و با بازی آرجون کاپور، سانجی دات، زینت امان وکریتی سانون. سانجی دات از چهره‌های شناخته‌شده سینمای هند قرار است نقش احمدشاه درانی، پادشاه افغانستان در قرن هجدهم میلادی را بازی کند، آرجون کپور در نقش سداشیوراو باو (فرمانده کل ارتش مراتههها) ظاهر خواهد شد. کریتی سانون هم نقش پرواتیبای، همسر دوم سداشییوراو را بازی خواهد کرد. کسی که در این جنگ همیشه از همسرش حمایت می‌کند و حتی در جنگ با او می‌رود.

## موضوع
این فیلم بر اساس نبرد سوم پانی‌پت که در سال ۱۷۶۱ صورت گرفت ساخته شده‌است. این جنگ میان احمد شاه درانی و ارتش امپراتوری مراتهه‌های هند در شهر پانی‌پت رخ داد، تمرکز دارد. در این جنگ که به پیروزی احمد شاه درانی انجامید، شاه افغان از سوی بلوچ های های خانات کلات به رهبری نوری نصیرخان و دو گروه هندی: روهیلا، افغان‌های منطقه دوآب و شجاع‌الدوله حمایت می‌شد.
نظر به متون تاریخی در این جنگ ده‌ها هزار نفر کشته شدند و یکی از بزرگ‌ترین و پرماجراترین جنگ‌های قرن هجدهم در تاریخ هند و افغانستان به‌شمار می‌رود.

## انتشار
اولین تیزر پوستر در ۱۴ مارس سال ۲۰۱۸ منتشر شد. این فیلم برای اولین بار در ۰۶ دسامبر سال ۲۰۱۹ در کشورهایی همچون هند و آلمان به اکران عمومی درآمد که واکنش منفی بینندگان فیلم در کشورهایی همچون افغانستان را به همراه داشت.

## بازیگران
- سانجی دات
- آرجون کاپور
- کریتی سانون
- روهان راجپوت
- زینت امان
- موهنیش باهل